# スカワティ
スカワティ村(Desa Sukawati)は、インドネシア共和国バリ州ギャニャール県スカワティ郡の村。スカワティ郡の中心であり、市場やアートマーケットといった商業施設で知られる。一方、影絵芝居の人形遣いが多くすむ村としても知られ、影絵芝居の人形や竹鳴子などの民芸品の制作でも有名。

## ギャラリー

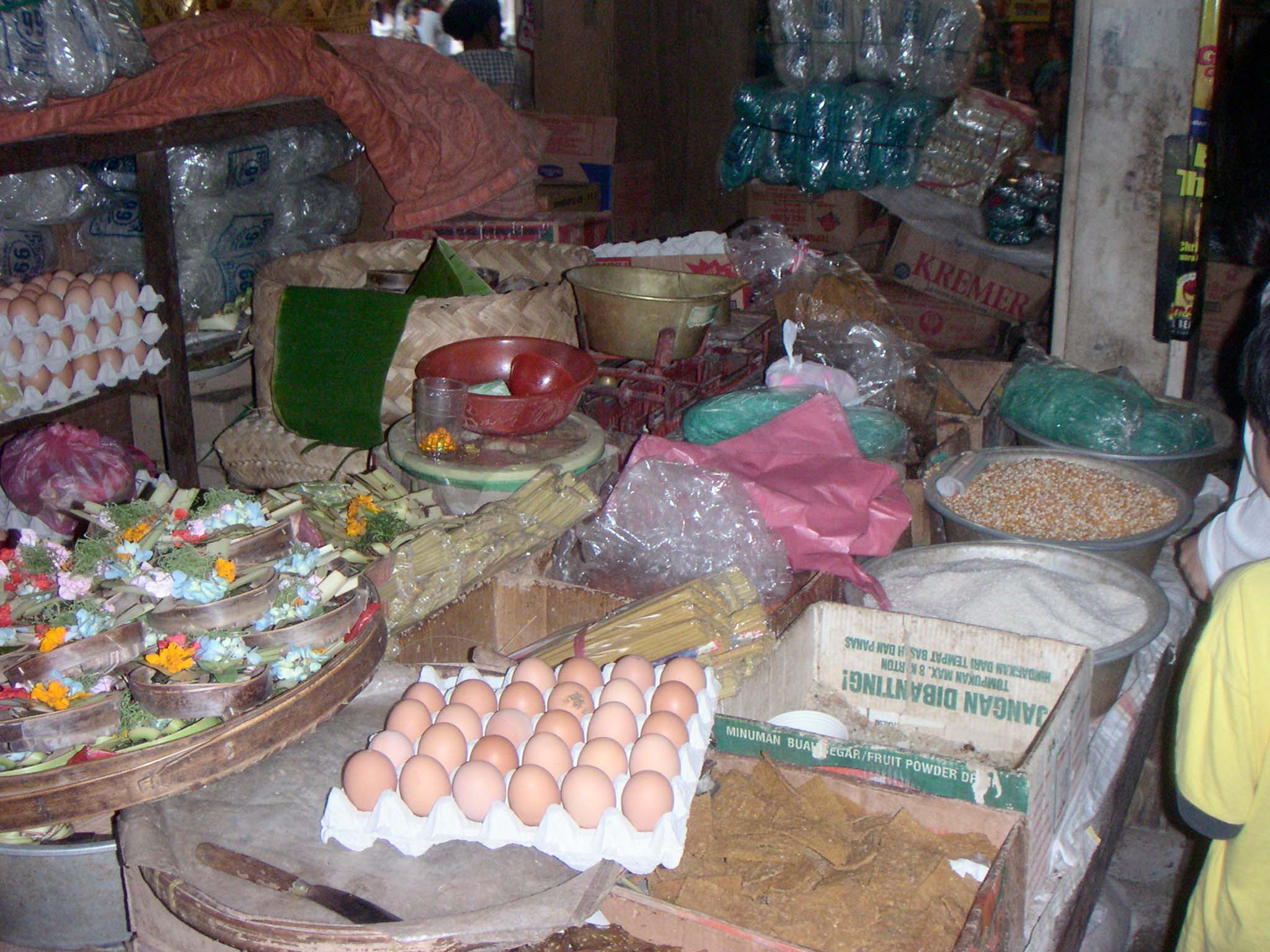
市場
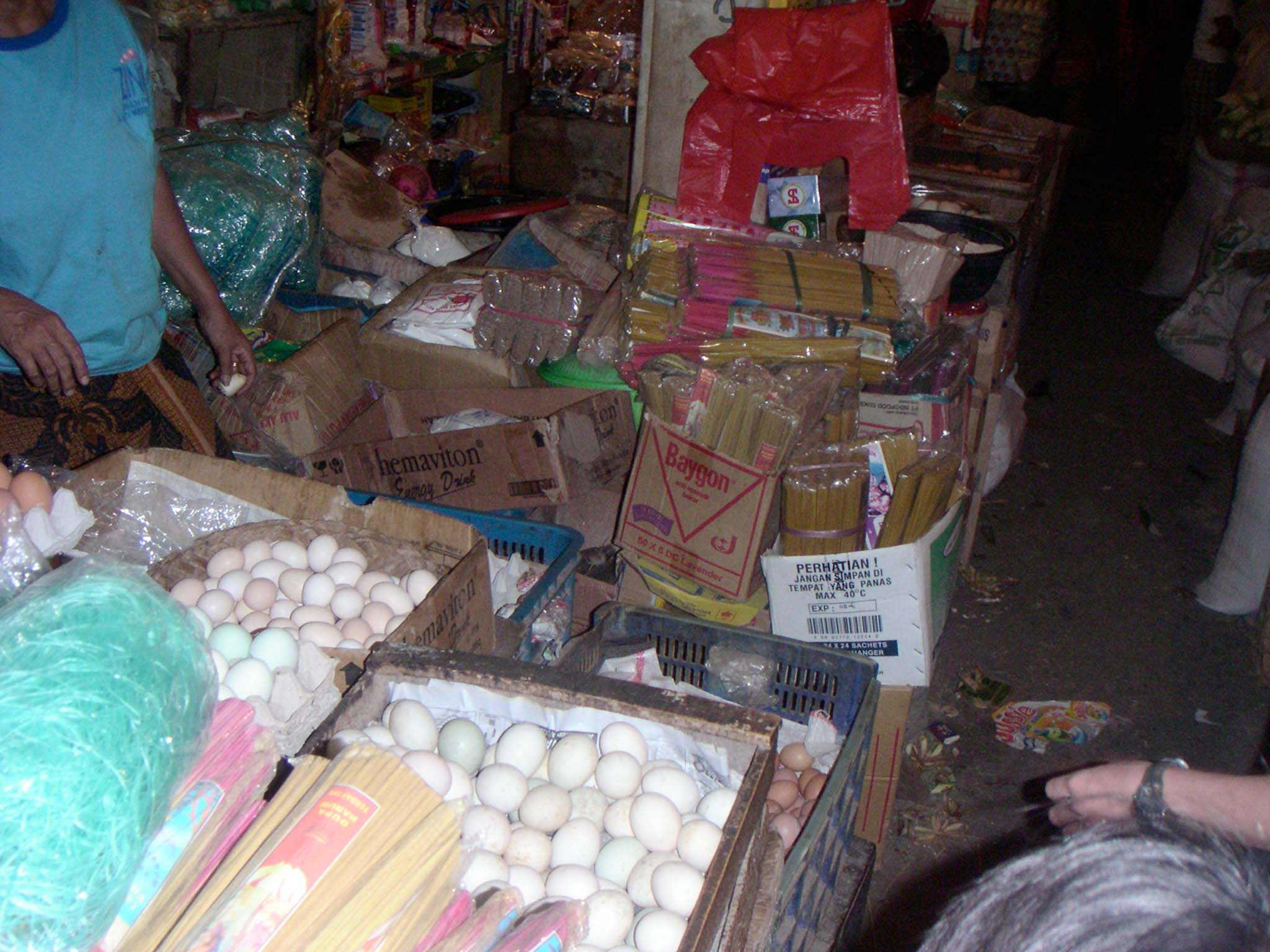
市場
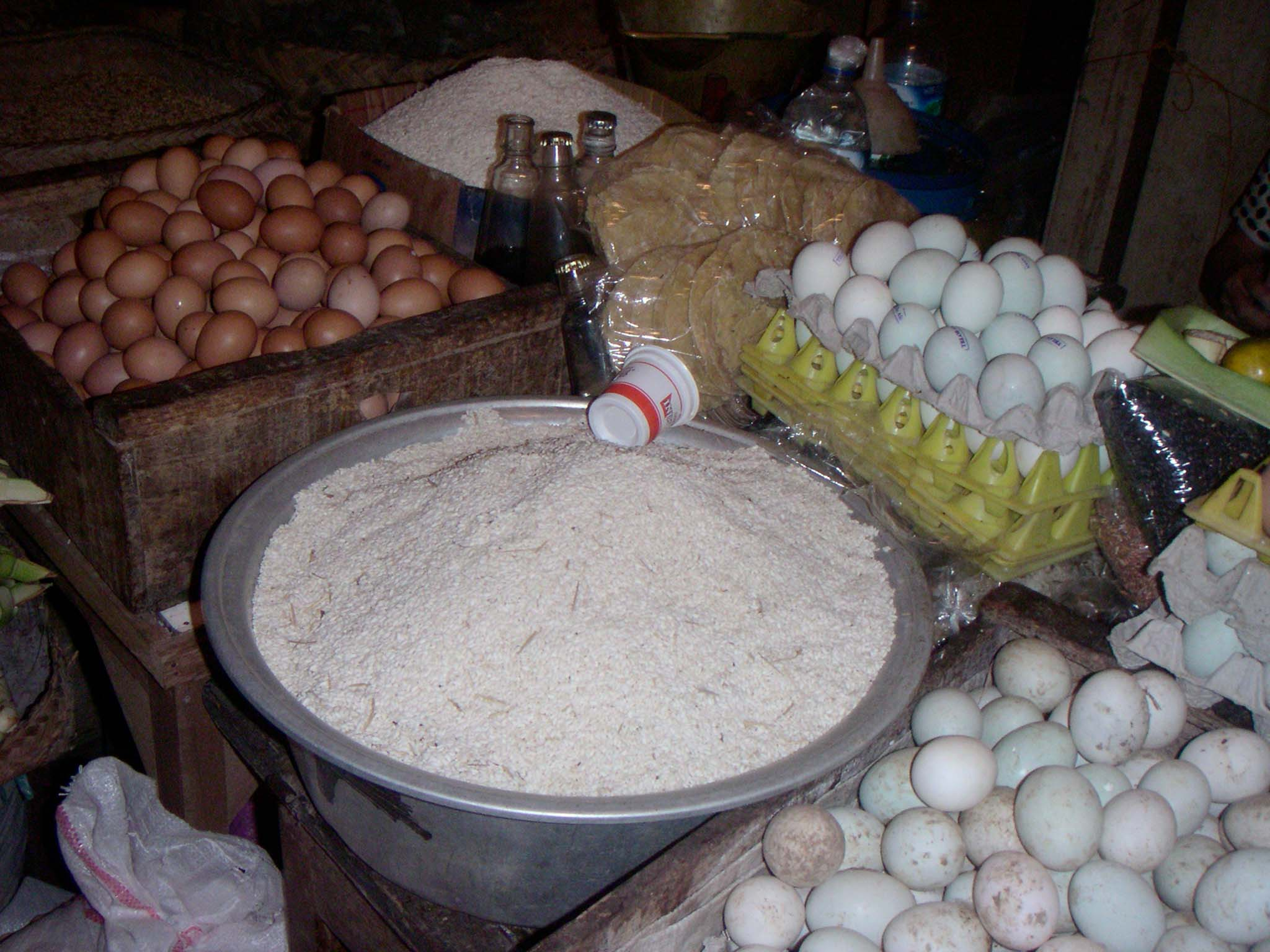
市場
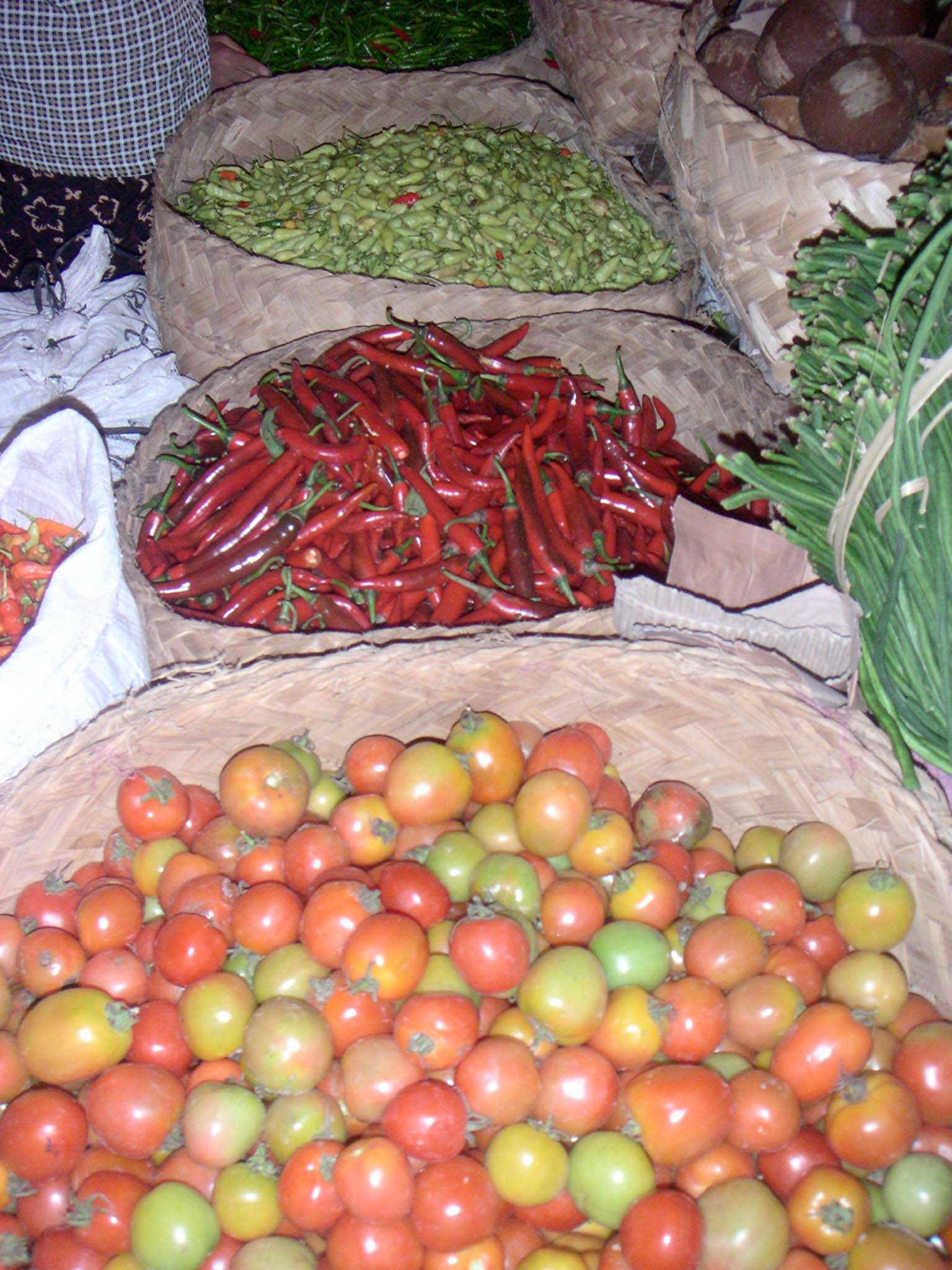
市場
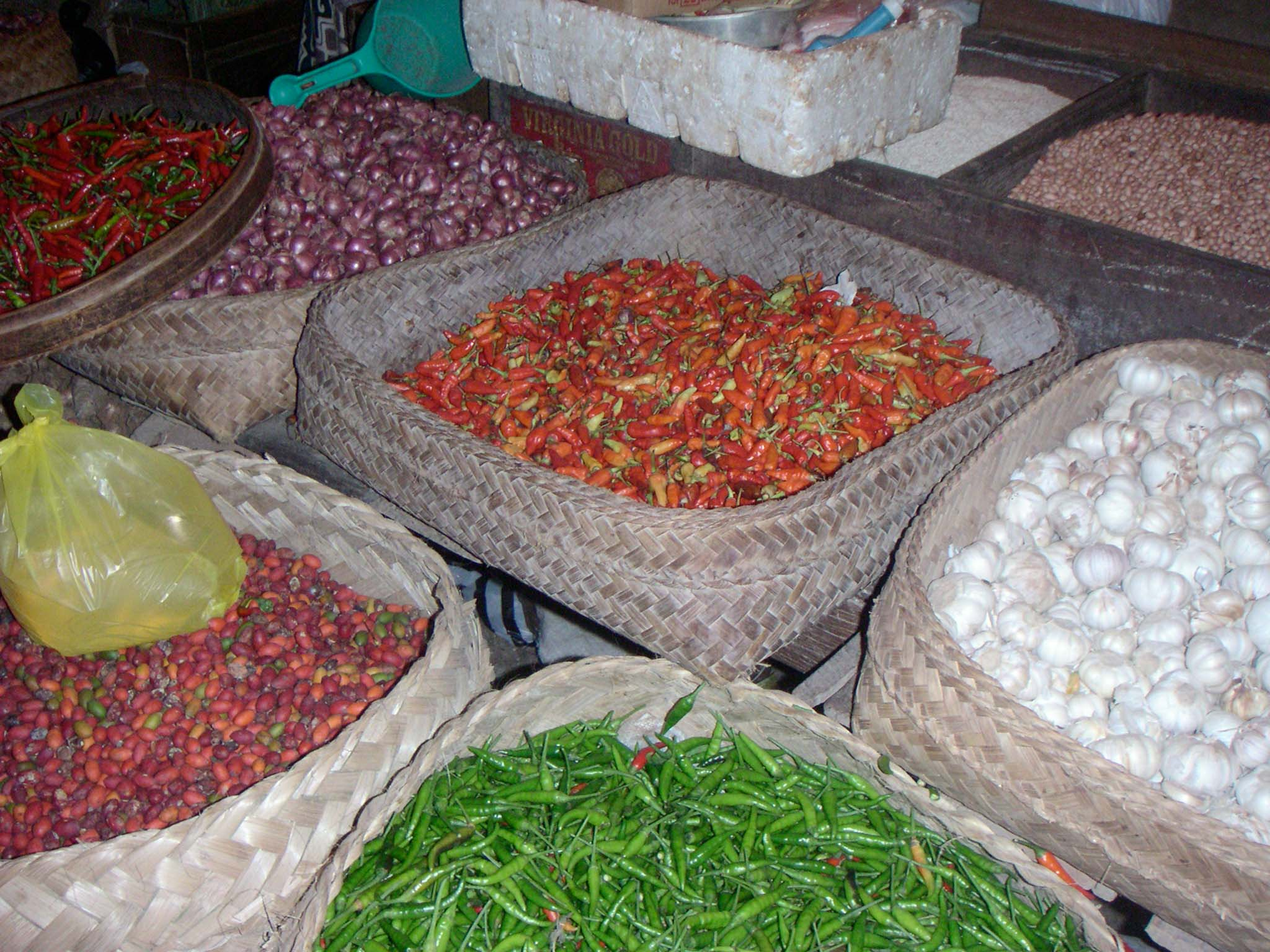
市場
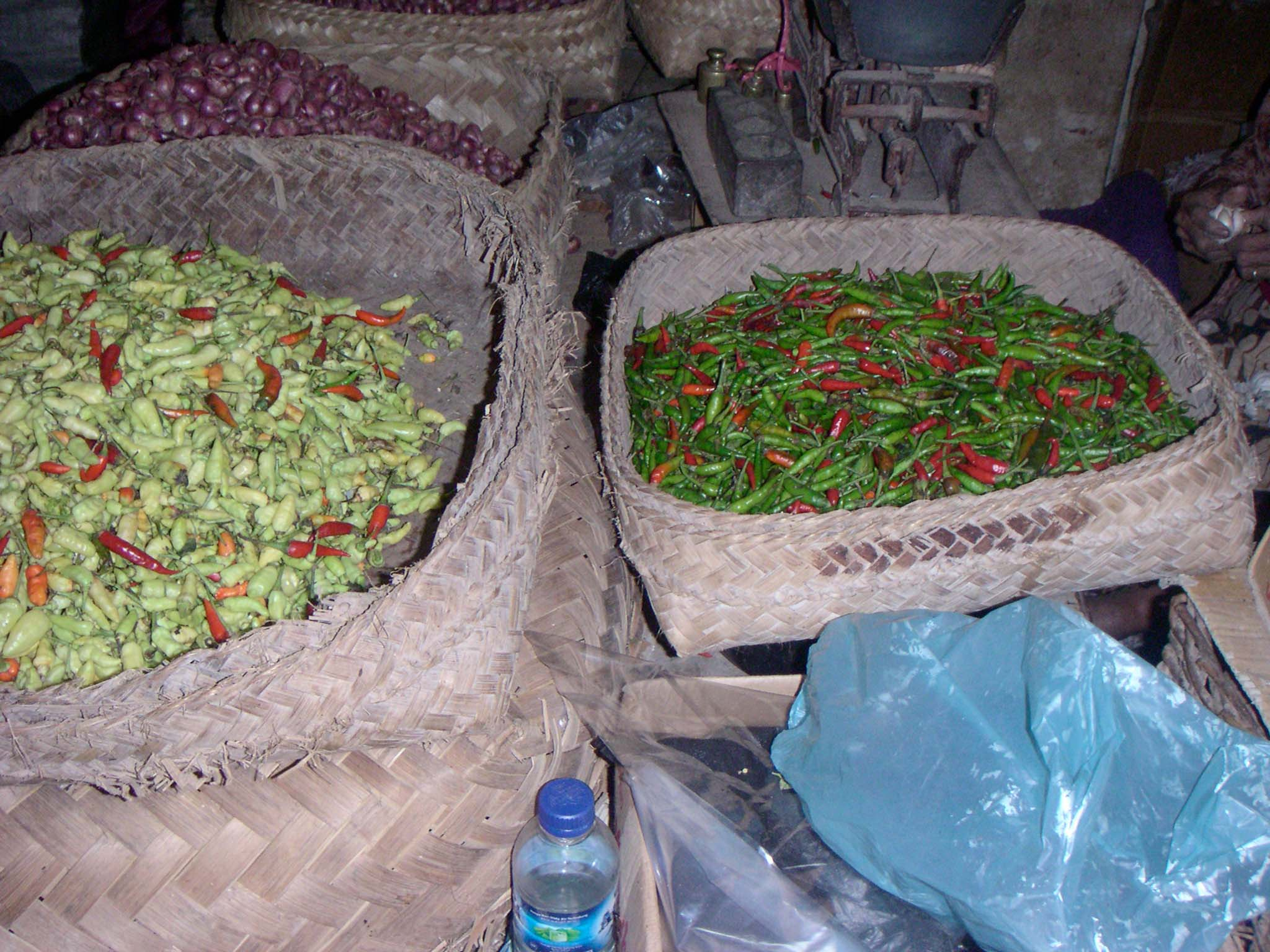
市場
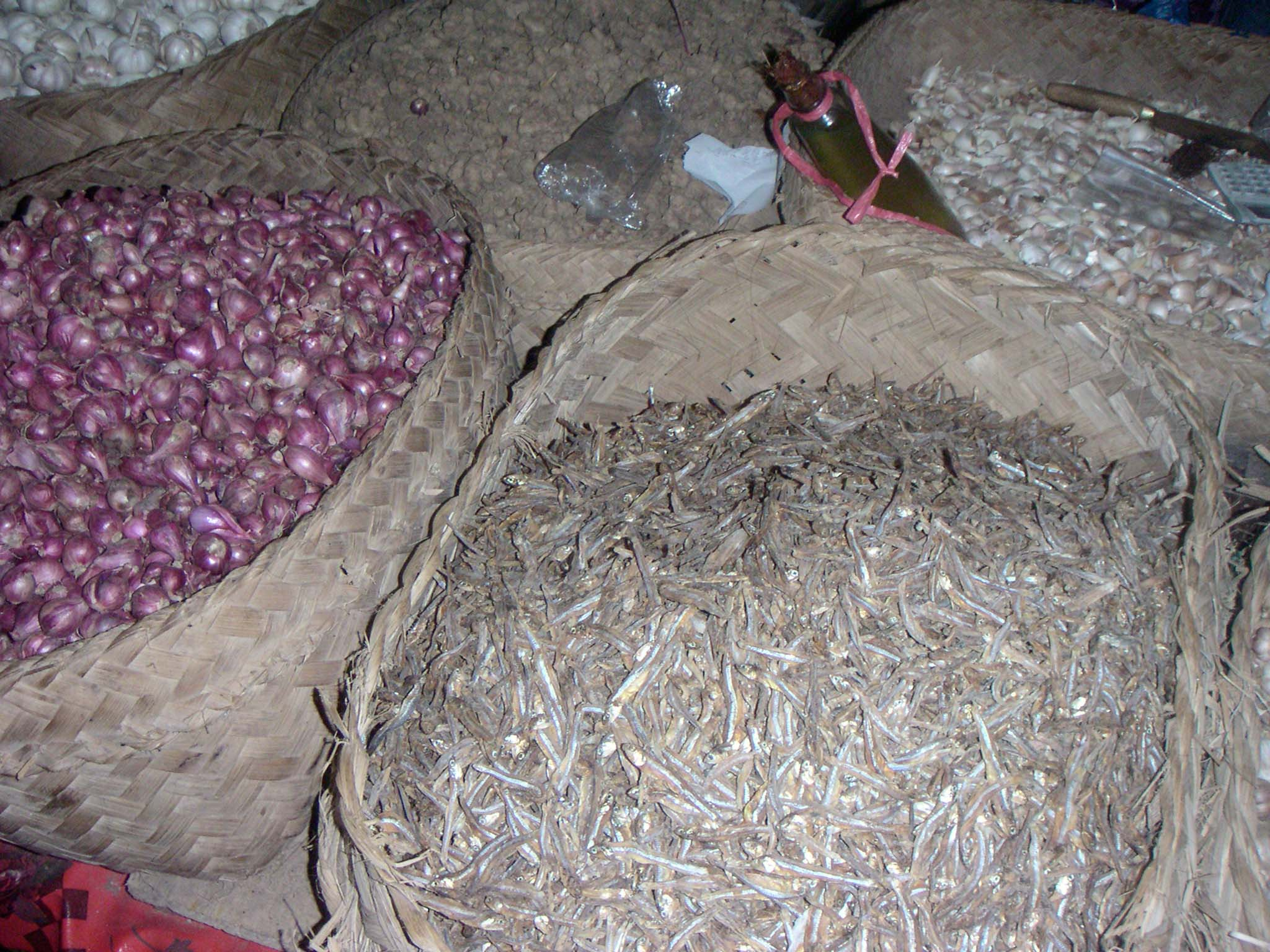
市場
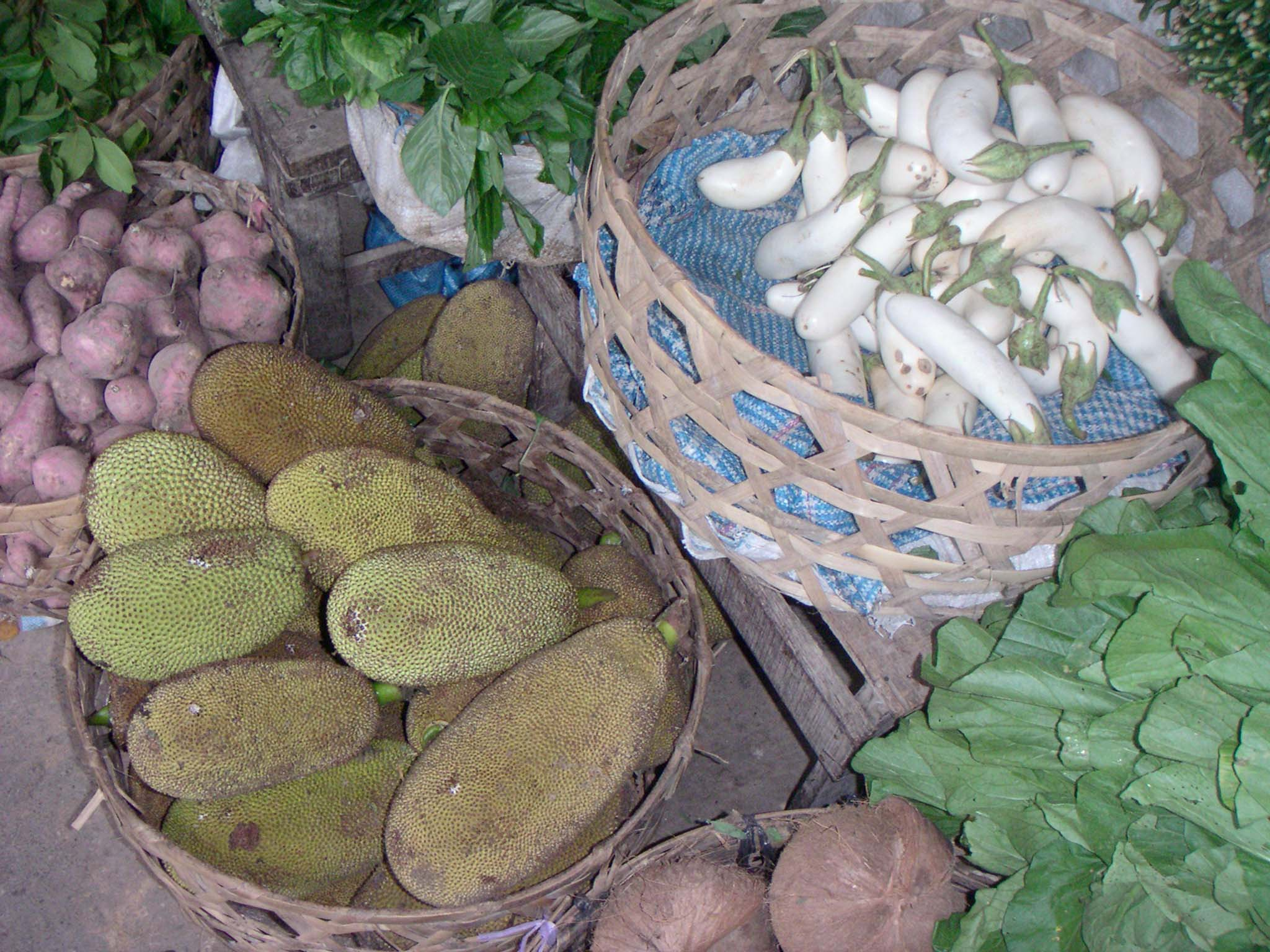
市場
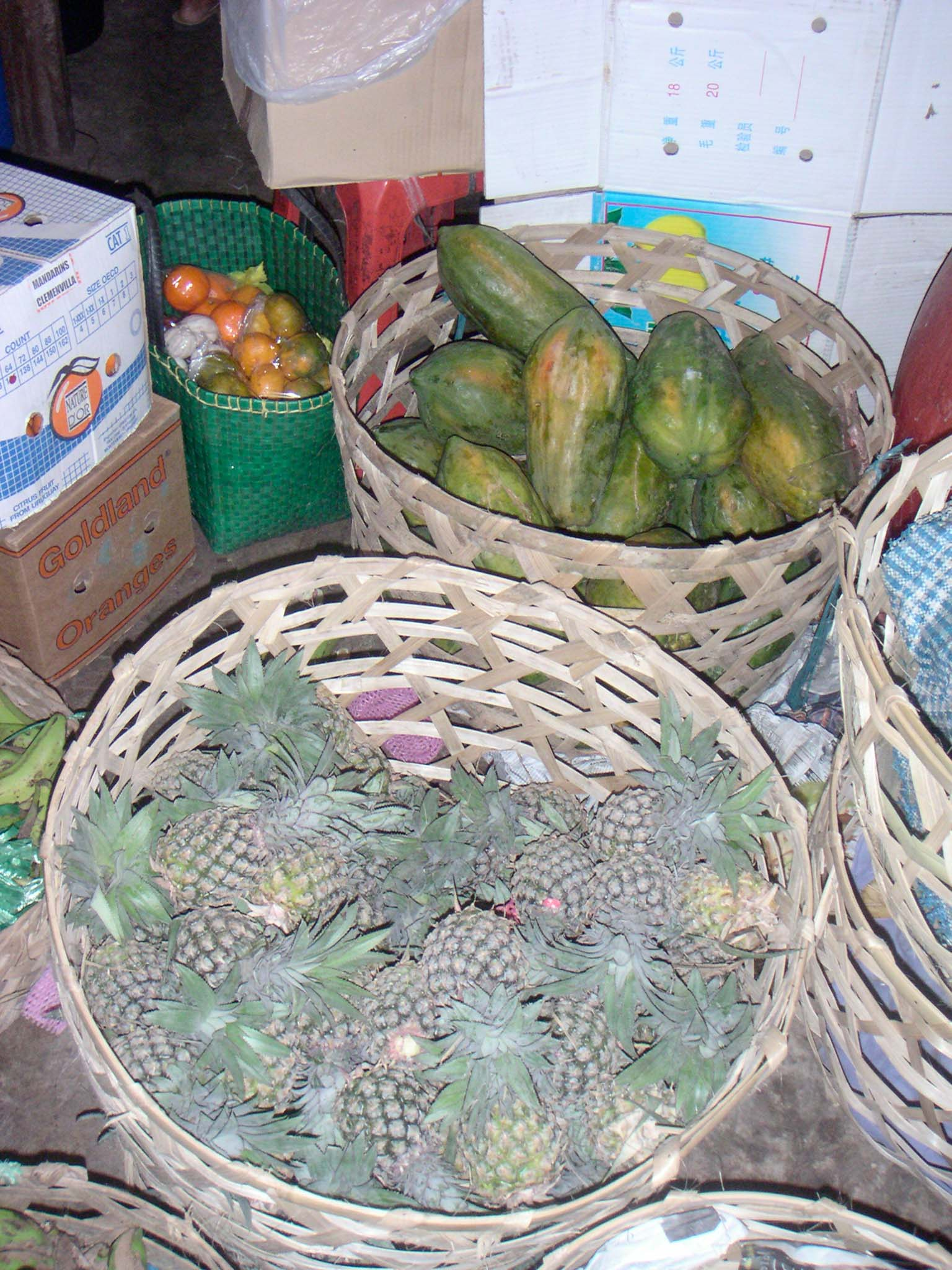
市場
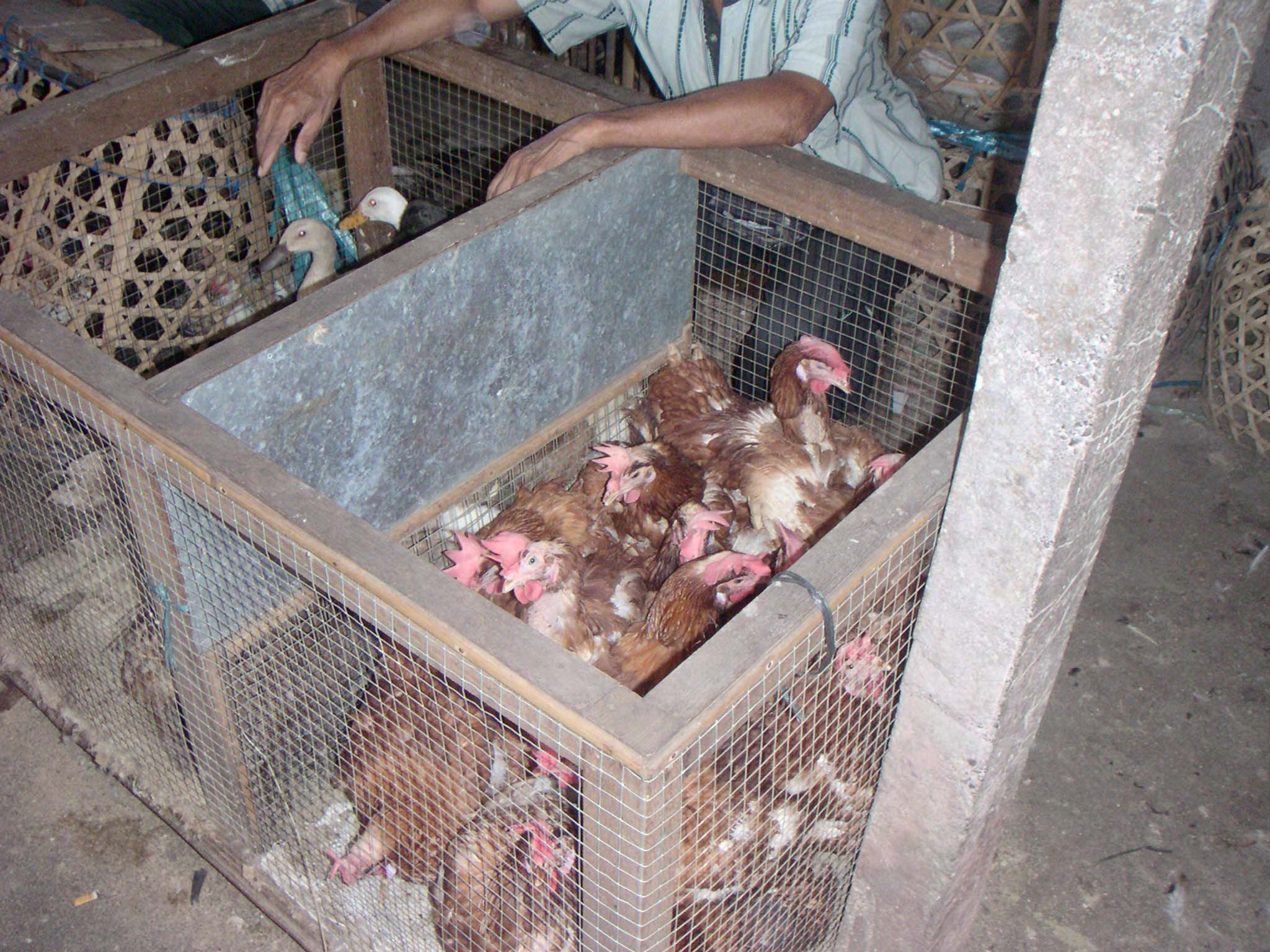
市場
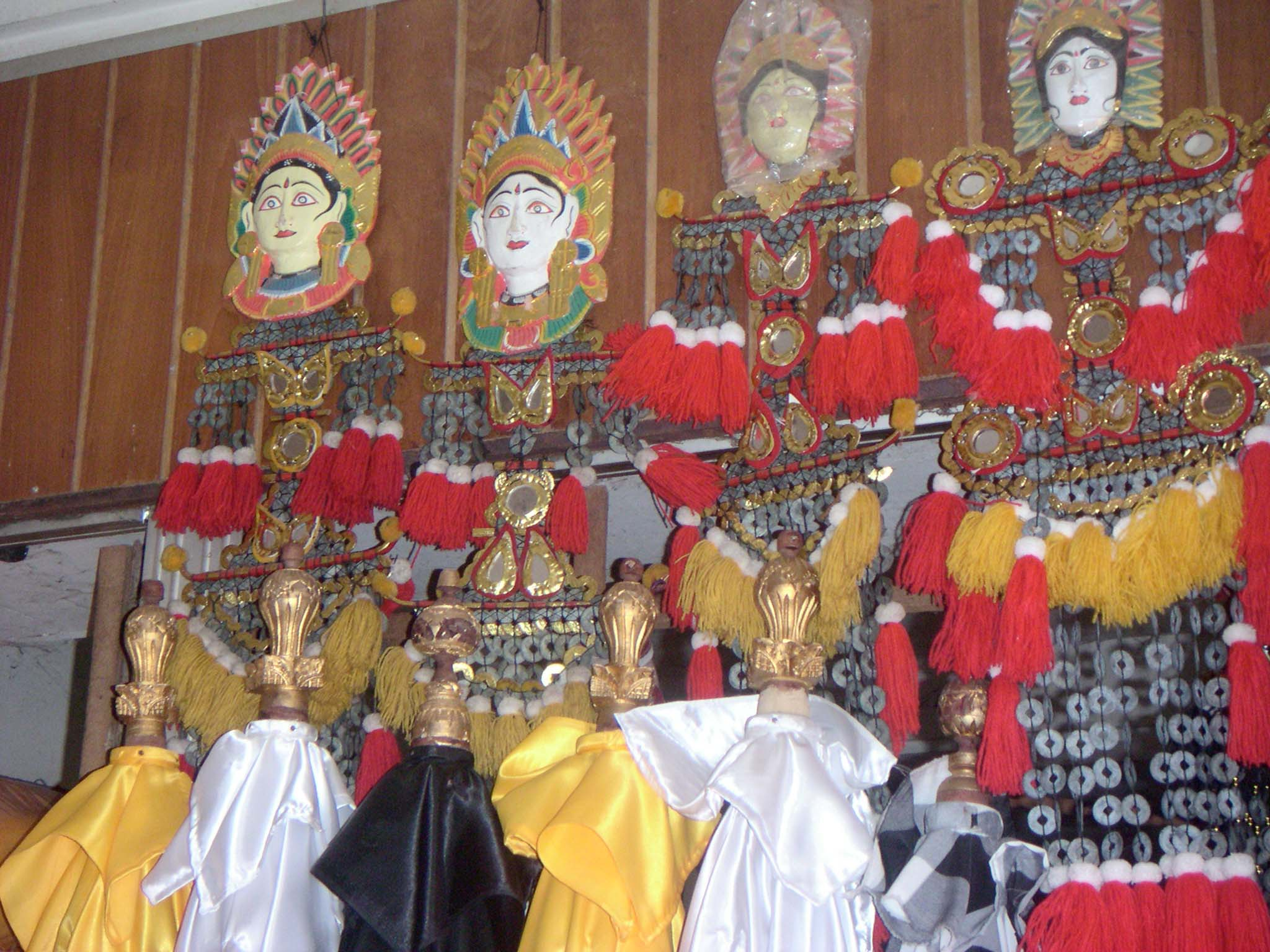
アートマーケット
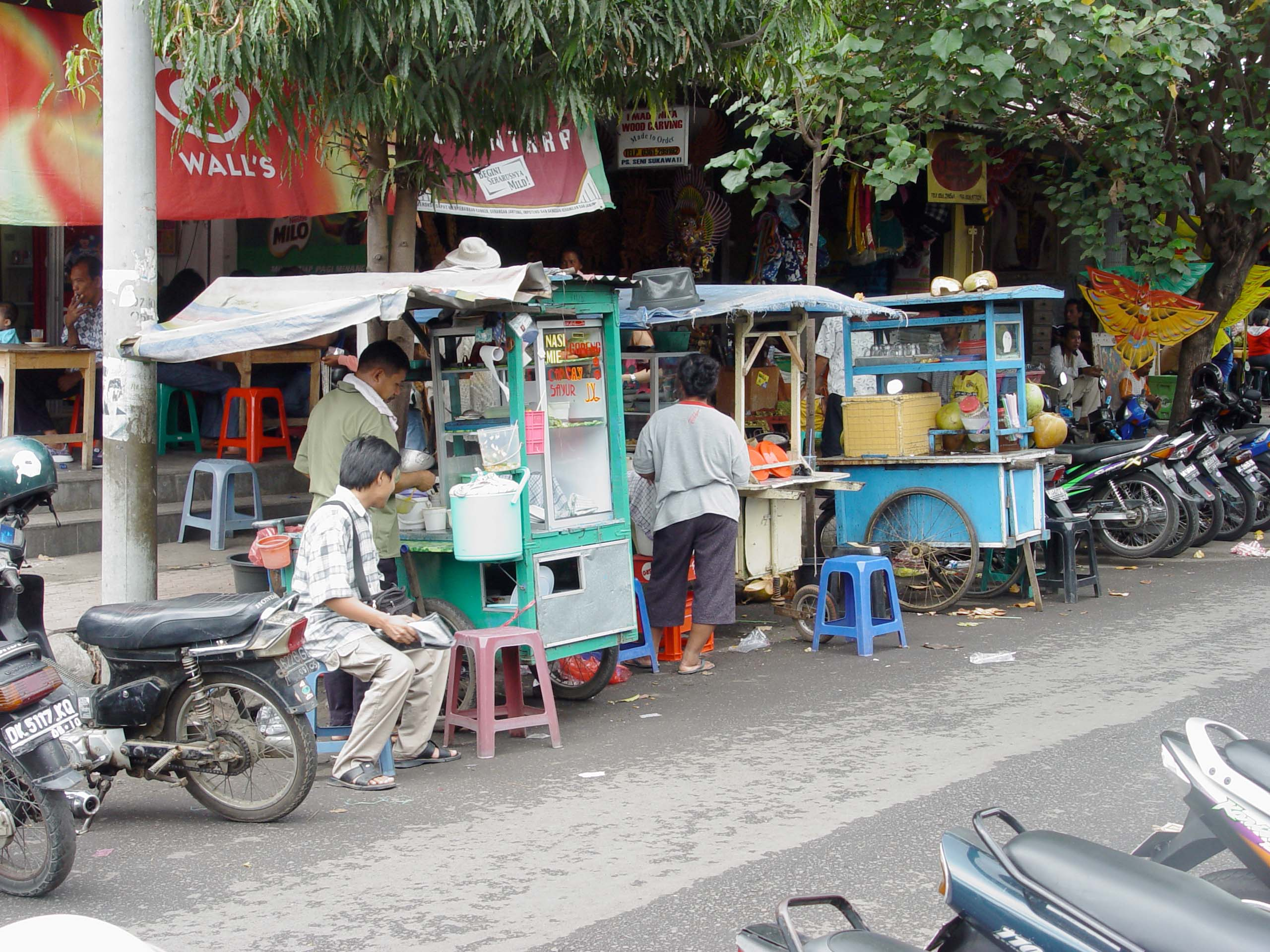
屋台